# Elisabeth Strickrodt
Elisabeth Strickrodt, Condesa de Askanien, anteriormente Elisabeth, Duquesa de Anhalt (3 de septiembre de 1903-5 de enero de 1971), fue una actriz alemana y la primera esposa del Duque Joaquín Ernesto de Anhalt.

## Biografía
Elisabeth Strickrodt nació el 3 de septiembre de 1903 en Plauen siendo hija de Ferdinand August Kurt Strickrodt, un cantante de ópera, y de Ottilie Franziska Elisabeth Wettstein. Strickrodt trabajó como actriz.
El 3 de marzo de 1927 se casó con el Duque Joaquín Ernesto de Anhalt en el Castillo de Ballenstedt.  Antes del matrimonio fue creada Condesa de Askanien. Tras su matrimonio se convirtió en Duquesa de Anhalt. Estos títulos no fueron reconocidos por el gobierno alemán, ya que los títulos reales y nobles fueron abolidos en 1919. Ella y Joaquín Ernesto se divorciaron en 1929.
Strickrodt murió el 5 de enero de 1971 en Zehlendorf.